# Bulnesia schichendanzii
Bulnesia schichendanzii là một loài thực vật có hoa trong họ Zygophyllaceae. Loài này được Hieron. ex Griseb. miêu tả khoa học đầu tiên năm 1879.